# Hajdú Farkas-Zoltán
Hajdú Farkas-Zoltán (Csíkszereda, 1959. december 15. –) székelyföldi magyar író, rendező. 1987-ben Németországba költözött.

## Életútja, munkássága
1977-ben Bokor Imrével, Pávai Istvánnal és Simó Józseffel (a Barozda együttes tagjaival) megindította az első csíkszeredai táncházat.
1980-ban alapító tagja a magyar tanszék Műhely körének, amely a kolozsvári diákság legnépszerűbb kulturális intézményévé nőtte ki magát. Céljuk az volt, hogy a tudományos élet rangos képviselőivel (Imreh István, Egyed Ákos, Ion Aluaș, Benkő Samu, stb.) tartott vitaesteken átfogó képet nyújtsanak az Erdélyben élő népek történelmi és kulturális hagyományairól, illetve az erdélyi együttélés problémáiról.
Első publicisztikai írásai, esszéi is ebből az időszakból valók; Gáll Ernő, Aradi József és Rostás Zoltán támogatásával a Korunk, A Hét és a TETT című folyóiratokban jelentek meg.
1985-ben elkészült, nagyobb lélegzetű kultúrantropológiai tanulmánya (Csíki kaláka: intézmény és jelkép); 1986-ban a budapesti Közművelődési Információs Intézet adta ki, Niedermüller Péter előszavával.

## Emigrációban, újra otthon és nemzetközi kapcsolatban
1987-ben Németországba emigrált, s azóta Heidelbergben él. 1988-tól a Szabad Európa Rádió számos, az erdélyi kultúrával foglalkozó – Bors Tamás néven jegyzett – rádiós-esszéjét közvetítette.
Csíkménasági magyar tanárkodásának tapasztalatairól szóló Érintések című néprajzi esszéjét Csoóri Sándor ajánlására az Alföld folyóirat közölte (1988).
Az 1989-es romániai forradalom után újra bekapcsolódott az erdélyi irodalmi közéletbe. 1990-ben részt vett a csíkszeredai Pro Print könyvkiadó megalapításában. Az 1993-ban megindított, néprajzi és történelmi tárgyú munkákat tartalmazó Krónika Könyvek-sorozatnak négy évig volt szerkesztője. Ebben a sorozatban jelentek meg Csíki kaláka (1993) és Telepes népség – erdélyi szász olvasókönyv (1994) című kötetei.
1991 óta rendszeresen közöl a Korunkban (1996-tól 2007-ig tagja a lap szerkesztői tanácsának), 2000-től a Látó és az Irodalmi Jelen című folyóiratokban.
1997-ben a kolozsvári KOMP-PRESS kiadó Ariadné Könyvek sorozatában jelentették meg Erdély a leg-különb nő volt… című, kultúrantropológiai témájú kötetét, amely tanulmányokat, esszéket, fordításokat és interjúkat tartalmaz.
1998-ban a kolozsvári Babeș–Bolyai Tudományegyetemen doktorált. Disszertációjának címe: A kölcsönös segítség és intézményei a székelyeknél és az erdélyi szászoknál; témavezetője Péntek János volt.
1999-től a csíkszeredai Pallas-Akadémia kiadó Nobile Officium sorozatának a szerkesztője. Első kötetét, Harald Roth, német történész Kis Erdély-történet című munkáját német nyelvből, majd 2001-ben Gál Mátyás Vízválasztók című önéletrajzát román nyelvből fordította magyarra.
Ugyancsak 1999-ben a Frankfurti Könyvvásárra német nyelvű antológiát szerkesztett és adott ki Heidelbergben, Siebenbürgen – Magie einer Kulturlandschaft (Erdély – egy kultúrtáj varázsa) címmel, amely a Korunk reprezentatív, kelet-európai társadalmaival, kultúráival foglalkozó tanulmányait, esszéit foglalja magába.
2001-ben megjelent kötetei: Alkaiosz lakomája (Pallas-Akadémia, Csíkszereda) – Deák Ferenc illusztrációival, valamint Székelyek és szászok (Mentor, Marosvásárhely). Ugyancsak ebben az évben jelent meg német nyelven a Temetés Szebenben című esszéje a müncheni Südostdeutsche Vierteljahrblätterben.
2002-ben a csíkszeredai Pallas-Akadémia kiadó Nobile Officium sorozatában jelent meg Az idegen-ség dicsérete című, Hans-Georg Gadamerrel, Vajda Lászlóval, Borbándi Gyulával, Csiki Lászlóval, Molnár Gusztávval és Tamás Gáspár Miklóssal készített interjúkötete.
2004-ben a Dunatáj Alapítvány felkérésére forgatókönyvet írt az erdélyi szászok exodusáról (Az árulásról). A filmet is ő rendezte, Balog Gábor társrendezővel. A forgatásról szóló esszéregénye (Szászok – egy árulás) a kolozsvári Koinónia kiadónál jelent meg. Ugyancsak ebben az évben adta ki a marosvásárhelyi Mentor kiadó Mallory háta című novelláskötetét.
2007-ben a Koinónia kiadónál megjelent Eginald Schlattner Fejvesztett kakas című monumentális regénye, amelyet Hajdú Iringóval fordított magyarra. Ugyancsak ebben az évben jelent meg a Telepes népség második, kibővített kiadása (Pallas-Akadémia, Csíkszereda).

## Művei
- "A csíki kaláka: intézmény és jelkép"; Közművelődési Információs Intézet, Bp., 1986 (Folklór, társadalom, művészet)
- Csíki kaláka; Pro-Print, Csíkszereda, 1993 (Krónika könyvek)
- Telepes népség. Erdélyi szász olvasókönyv; vál., szerk., előszó Hajdú Farkas-Zoltán; Pro-Print, Csíkszereda, 1994 (Krónika könyvek)
- "Erdély a legkülönb nő volt..."; Komp-Press, Kolozsvár, 1997 (Ariadné könyvek)
- Alkaiosz lakomája; Pallas-Akadémia, Csíkszereda, 2001
- Székelyek és szászok. A kölcsönös segítség és intézményei a székelyeknél és az erdélyi szászoknál; Mentor, Marosvásárhely, 2001 (A Kriza János Néprajzi Társaság könyvtára)
- Az idegenség dicsérete; Pallas-Akadémia, Csíkszereda, 2002 (Nobile officium)
- Mallory háta; Mentor, Marosvásárhely, 2004
- Szászok – egy árulás; Koinónia, Kolozsvár, 2004
- Telepes népség. Erdélyi szász olvasókönyv; 2., jav., bőv. kiad.; vál., előszó Hajdú Farkas-Zoltán; Pallas-Akadémia, Csíkszereda, 2006
- A dolgok rendje I-III.; Bookart, Csíkszereda, 2010
- Bodor Ádám: Állomás, éjszaka. Tízkezes egy Bodor novellára (többekkel); szerk. Varga Réka; Koinónia, Kolozsvár, 2011
- A homályban maradás ösztöne. Képes regény; Vidák Zsolt rajzaival; Bookart, Csíkszereda, 2012
- Békebeli 1913. Lektűr bélyegekkel; Csíkszereda, Bookart, 2013
- Békebeli 1913. Lektűr bélyegekkel; 2. átdolg. kiad.; Bookart, Csíkszereda, 2015
- Ki ez az Ipse? Legenda; Bookart, Csíkszereda, 2017
- Csonkamagyar 1919; Bookart, Csíkszereda, 2019
- Márton nyaracskája; Bookart, Csíkszereda, 2022

## Műfordításai
- Harald Roth: Kis Erdély-történet; Pallas-Akadémia, Csíkszereda, 1999 (Nobile officium)
- Gáll Mátyás: Vízválasztók; Pallas-Akadémia, Csíkszereda, 2001 (Nobile officium)
- Eginald Schlattner: Fejvesztett kakas; ford. Hajdú Farkas-Zoltán, Hajdú Iringó; Koinónia, Kolozsvár, 2006
- Dieter Schlesak: Capesius, az auschwitzi patikus; versford. Kovács András Ferenc; Bookart, Csíkszereda, 2008
- Harald Roth: Kis Erdély-történet; 2. jav., bőv. kiad.; Bookart, Csíkszereda, 2009
- Ludwig Hohl: A munkáról. A halálról; szerk. Vida Gábor; Bookart, Csíkszereda, 2011
- Ludwig Hohl: Hegymenet; Bookart, Csíkszereda, 2013
- Urs Widmer: Valentin Lustig zarándoklata, Bookart, Csíkszereda, 2019
- Hans-Erhard Lessing:  A bicikli kultúrtörténete; Bookart, Csíkszereda, 2020 (Domokos Zsófiával)

## Díjak, elismerések
- A Budapesti Filmszemlén Az árulásról megnyerte a legjobb dokumentumfilm díjat, júniusban a Magyar Dokumentumfilmesek Egyesülete (MADE) Kamera díját (2005)
- Látó-nívódíj (2005)
- Az árulásról megkapta a Filmkritikusok díját a legjobb dokumentumfilmért (2006)
- A Magyar Érdemrend lovagkeresztje (2010)[forrás?]
- A Román Írószövetség díja (2020)